# 정일수 (해적)
정일소(鄭一嫂, c. 1775 – 1844)는 1801년부터 1810년까지 남중국해에서 활동한 중국의 해적 두목이었다.
1775년 미천한 가문에서 석양(石陽)이라는 이름으로 태어난 그녀는 1801년 26세에 해적 정일과 결혼했다. 그녀는 광둥성 사람들에게 정일소(뜻: 정일의 아내)로 불렸다. 1807년 남편이 사망한 후, 그녀는 정 이의 양아들이자 후에 결혼한 장 바오의 지원을 받아 해적 연합의 통제권을 장악했다. 광둥 해적 연합의 비공식 사령관으로서, 그녀의 함대는 정 이의 지휘 아래에 있을 때인 1805년에 정크 400척과 40,000명에서 60,000명의 해적으로 구성되었다. 그녀의 함선들은 영국 동인도 회사, 포르투갈 제국, 청나라와 같은 여러 강대국들과 충돌했다.
1810년, 정 이 사오는 청나라 당국과의 항복 협상을 통해 자신과 장 바오가 상당한 규모의 함대를 유지하고 기소를 피할 수 있도록 했다. 항복 당시 그녀는 개인적으로 24척의 함선과 1,400명 이상의 해적을 지휘했다. 그녀는 1844년에 약 68세의 나이로 사망했으며, 해적 활동을 마친 후 비교적 평화롭고 번성한 삶을 살았다. 정 이 사오는 역사상 가장 성공적인 여성 해적이자 가장 성공적인 해적 중 한 명으로 묘사된다.

## 어린 시절
정 이 사오는 1775년 신후이, 광둥 근처에서 태어났다. 그녀는 아마도 탄카족이었고, 광둥의 떠다니는 탄카족 매춘소(花船)에서 매춘부나 포주로 일했을 가능성이 있지만, 이에 대한 실제적인 증거는 없다.

## 정 이와의 결혼
1801년, 시 양은 해적 정 이와 결혼했다.
정 이는 떠이선 전쟁에서 베트남의 떠이선 왕조를 위해 사략으로 싸웠고, 나중에는 응우옌 아인 (자롱)을 위해 싸웠던 해적이었다. 떠이선 왕조의 후원 아래 그는 사촌인 정칠의 함대에서 싸웠다. 정 이는 명나라까지 거슬러 올라가는 해적 가문 출신이었다. 정 이에게는 양아들 장 바오가 있었다. 정 이는 1798년에 장 바오가 15세였을 때 납치하여 해적으로 징집했다.

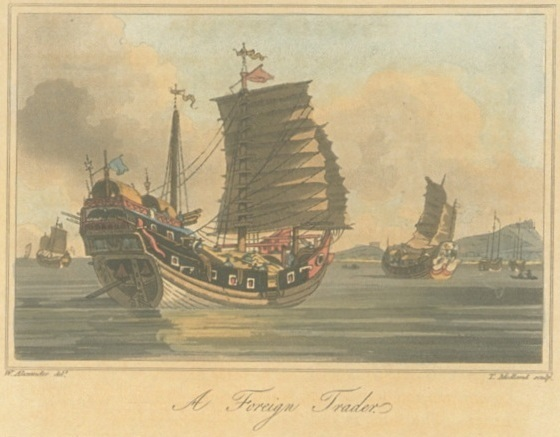
1804년에 출판된 Travels in China: containing descriptions, observations, and comparisons, made and collected in the course of a short residence at the imperial palace of Yuen-Min-Yuen, and on a subsequent journey through the country from Pekin to Canton에 묘사된 중국 정크선

시 양과 정 이의 결혼 1년 후인 1802년 2월, 정 이의 사촌 정칠은 베트남과 중국 국경, 현재의 둥싱 근처 장핑(江平) 마을에서 응우옌 군대에 의해 붙잡혀 처형당했다. 1802년 7월 20일, 응우옌 아인이 탕롱 시에 입성하여 떠이선 왕조를 종결시켰다. 정 이는 정칠 사망 후 그의 함대를 물려받아 이전 떠이선 왕조의 후원을 받던 나머지 중국 해적들과 함께 중국 해안으로 돌아왔다.
이후 광둥 해안 근처에서 해적들 간의 내분이 발생했다. 유능한 통합자이자 조직자였던 정 이 사오의 도움으로 정 이는 1805년 7월 협정 체결을 통해 해적들을 연합으로 통합할 수 있었다. 각 해적 지도자들은 공동의 이익을 위해 자율성의 일부를 희생하기로 합의했다. 연합은 붉은색, 검은색, 파란색, 흰색, 노란색, 보라색 깃발의 색깔로 알려진 6개의 함대로 구성되었다. 정 이는 연합에서 가장 큰 함대인 200척의 붉은 깃발 함대를 지휘했다.
정 이 사오는 정 이와 두 아들을 두었는데, 1803년에 태어난 정 잉시(鄭英石)와 1807년에 태어난 정 슝시(鄭雄石)이다.

## 지도자 등극
1807년 11월 16일, 정 이는 돌풍 속에서 배에서 떨어져 42세의 나이로 사망했다. 정 이 사오는 사망한 남편의 조카 정 바오양(鄭保養)과 정칠의 아들 정 안방(鄭安邦)의 지지를 통해 남편의 작전을 이어받았다. 정 이 사오는 연합 내 다양한 파벌들의 균형을 맞췄고, 정 이에게 납치되어 어린 나이에 해적이 되었던 연합 내 두 번째로 큰 함대인 검은 깃발 함대의 지도자 궈 포다이(郭婆帶)와도 친분이 있었다. 가장 중요하게는, 정 이 사오는 당시 붉은 깃발 함대를 실질적으로 지휘하고 있던 장 바오의 지지를 받았다.
정 이 사오는 사망한 남편의 해적 연합에 대한 비공식적인 지휘권을 효과적으로 계승했고, 장 바오는 붉은 깃발 함대의 공식적인 사령관이 되었다. 1810년 이후 정 이 사오와 장 바오와의 협상을 이끌었던 정부 관리 원 청즈(溫承誌)의 보고서에 따르면, 당시 양광총독 바이 링(百齡)은 "장 바오는 정 이 사오의 명령에 복종했으며, 행동하기 전에 모든 것을 그녀와 상의했다(張保...仍聽命於鄭一之妻石氏，事必請而後行)."
연합을 장악한 후, 정 이 사오와 장 바오는 성적인 관계를 맺었다. 그들은 정 이가 사망하기 전부터 이미 친밀한 관계였다는 추측도 있다.

## 연합의 지도자
정 이 사오가 권력을 잡은 지 1년 후인 1808년, 해적 연합은 훨씬 더 활발해졌다. 9월에 장 바오는 먼저 린 궈량(林國良) 후문 여단장을 유인한 후 기습하여 현재의 바오안구, 선전시 동쪽에 위치한 마저우 섬 근처에서 35척의 함대를 파괴했다. 한 달 후인 10월, 장 바오는 현재 후문진 동쪽의 웨이위안 섬 근처에서 린 파(林發) 부대령을 격파했다. 이 두 번의 교전으로 중국 지방 함대는 절반으로 줄어들었고, 해적들이 주강으로 진입할 수 있는 길이 열렸다.
1809년은 정 이 사오의 지휘 아래 해적 연합에게 사건이 많았던 한 해였다. 3월, 약 100척의 함대를 지휘하던 선 콴모우(孫全謀) 제독은 다완산 섬 근처에서 소규모 해적 집단과 교전했고, 해적들은 정 이 사오에게 지원을 요청했다. 전투 전에 정 이 사오는 붉은 깃발 함대와 흰색 깃발 함대를 지휘하여 장 바오에게 약 10척의 함선으로 전면에서 교전하도록 명령했다. 장 바오의 부하인 샹 산얼(香山二)과 샤오 부아오(蕭步鰲)는 선 콴모우를 측면에서 포위하고, 흰색 깃발 함대의 지도자 량 바오(梁保)는 선 콴모우의 후방을 차단해야 했다. 전투 중 정 이 사오는 붉은 깃발 함대와 흰색 깃발 함대의 대부분을 이끌고 돌격하여 선 콴모우를 격퇴했다.
7월 21일, 청나라 해군은 진완구, 주하이 근처에서 벌어진 교전에서 량 바오를 죽이고 그의 흰색 깃발 함대를 파괴함으로써 해적 연합에 큰 타격을 입혔으나, 이는 쉬 팅구이(許廷桂) 여단장과 25척의 함선을 장 바오에게 잃는 대가를 치렀다.
량 바오의 죽음과 흰색 깃발 함대의 파괴도 정 이 사오를 단념시키지 못했다. 1809년 8월, 그녀는 대규모 습격을 명령했다. 장 바오는 붉은 깃발 함대와 함께 둥관 주변을 습격하고, 궈 포다이는 검은 깃발 함대와 함께 순더 주변을 습격하며, 정 이 사오는 개인 함대와 함께 신후이 주변을 습격할 것이었다. 궈 포다이는 주강을 따라 수많은 수로를 통해 6주간의 피비린내 나는 약탈 작전을 펼쳐 결국 약 10,000명의 사망자를 냈다. 9월 초, 장 바오는 후문에서 멀지 않은 대도시를 완전히 파괴하고 2,000명의 주민을 살해했다. 수많은 마을과 정착지, 도시가 날뛰는 해적들의 희생양이 되었다.
9월 27일, 정 이 사오는 직접 500척의 함선을 지휘하여 탄저우(潭洲) 근처에 정박했다. 29일, 정 이 사오는 장 바오에게 상류의 샤팅(沙亭) 마을을 습격하여 약 400명의 민간인을 붙잡도록 명령했다. 10월 2일, 정 이 사오는 궈 포다이에게 지공시(雞公石) 근처, 아마도 산슝치(三雄奇, 현대 산훙치三洪奇) 근처에 정박하도록 명령했으며, 그는 이틀 후 습격했다.
10월 말, 지방 함대는 다시 전력을 회복하고 선 콴모우의 지휘 아래 작전 준비를 마쳤다. 그러나 10월 21일 저녁, 샤완(沙灣) 마을 근처에서 장 바오에게 다시 패배했다.

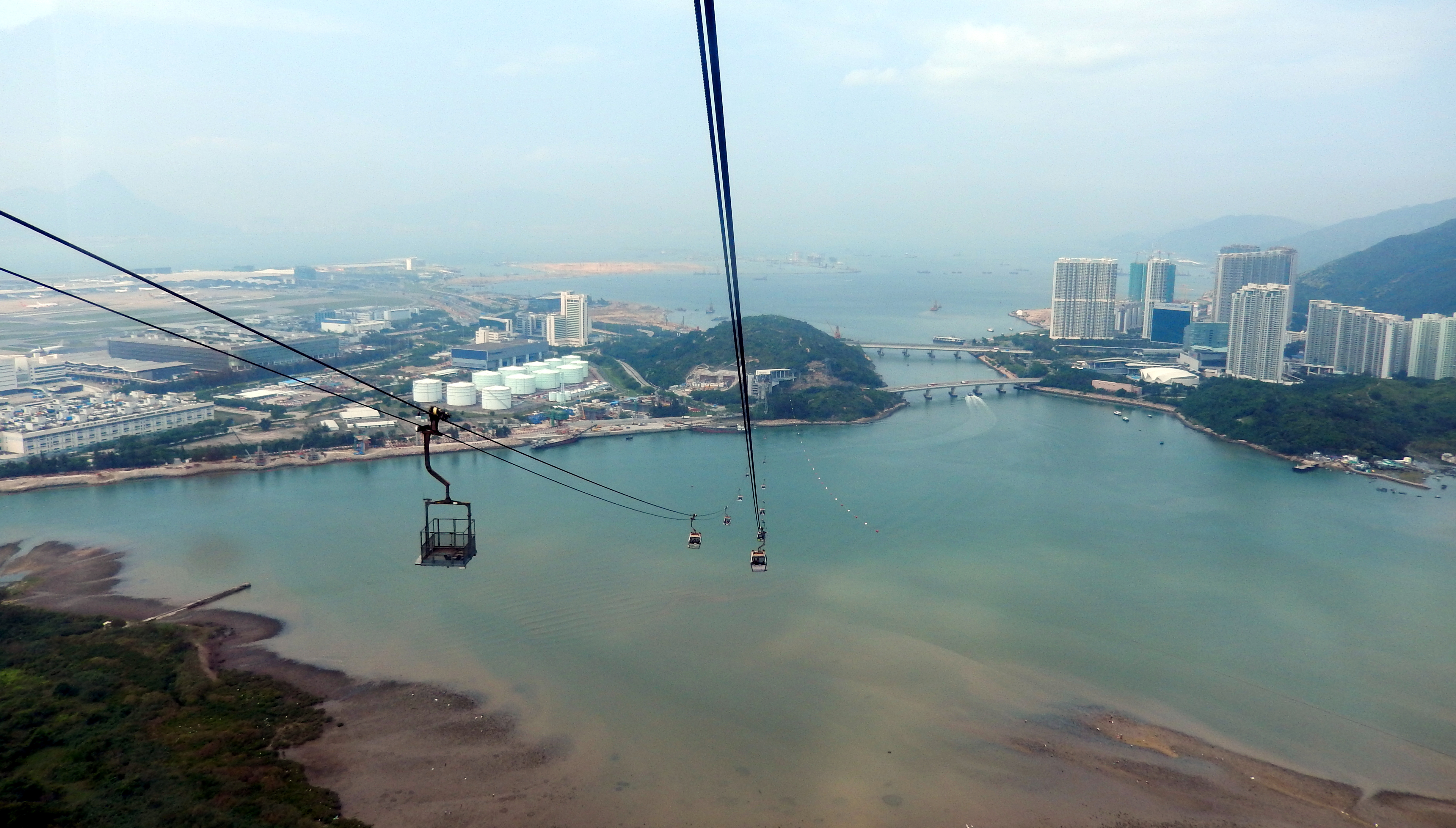
2014년 퉁충만

### 퉁충만 봉쇄
절망적인 상황에서 중국 관리들은 "외국 야만인"에게 다시 관심을 돌리며 정 이 사오와 해적 연합에 대한 도움을 얻기를 희망했다. 당시 마카오를 통제하던 포르투갈 제국은 돕기로 합의했다. 1809년 9월 5일, 정 이 사오는 안토니오 보텔류 호멘(포르투갈령 티모르 총독)의 브릭함을 나포했고, 포르투갈은 복수를 열망하고 있었다.
1809년 11월 초, 정 이 사오는 갑자기 몇 척의 배만으로 주강을 떠나 수리를 위해 란터우섬 북쪽의 퉁충만에 정박했다. 11월 4일, 포르투갈은 세 척의 배와 브릭함을 보내 란터우의 정 이 사오를 괴롭혔다. 그녀는 즉시 장 바오의 붉은 깃발 함대에 도움을 요청했다. 5일, 장 바오는 퉁충만에 도착하여 포르투갈 함선이 더 이상 없다는 것을 확인하고 자신의 함선을 수리 및 정비하기 위해 정박하기로 결정했다.
8일, 포르투갈 함선 6척, 인콘퀴스타벨(프리깃), 인디아나(브릭), 벨리사리오(브릭), 콘세이상(브릭), 상 미겔(브릭), 프린세사 카를로타(브릭)가 포병 대위 주제 핀투 알코포라도 드 아제베두 이 소사의 지휘 아래 퉁충만 내의 정 이 사오와 장 바오를 봉쇄했다. 20일, 93척의 지방 함대가 선 콴모우의 지휘 아래 포르투갈 함대에 합류하여 봉쇄에 참여했다.
해적들은 반격하여 봉쇄를 뚫으려 여러 차례 시도했으나, 역풍으로 인해 실패했다. 23일, 해적들은 지방 함선 한 척을 나포하고 승선한 74명을 살해하는 데 성공했다. 상황은 해적과 중-포 연합 함대 간의 교착 상태로 변했다. 진전이 없는 것에 좌절한 선 콴모우는 자신의 함선 43척을 화선으로 개조하여 28일 퉁충만의 해적들을 향해 표류시켰다.
해적들은 화선들을 다른 곳으로 유인하고, 해변으로 끌어올려 불을 끄고, 장작으로 분해했다. 이때 바람이 바뀌어 화선 두 척이 지방 함대로 다시 날아가 선 콴모우의 함선 두 척에 불을 붙였다. 29일, 장 바오와 정 이 사오는 바람을 최대한 이용하여 봉쇄를 뚫고 남중국해로 탈출했다. 지방 함대는 함선 3척과 최소 74명을 잃었고, 해적들은 40명을 잃었지만 함선은 잃지 않았다.

### 청나라 당국에 항복
1810년은 해적 연합의 종말을 맞았다. 해적들이 항복한 동기에 대해서는 자료마다 차이가 있다.
1810년 초, 해적들은 자신들이 광둥 정부에 아무런 처벌이나 배상 없이 항복 협상을 할 수 있는 강력한 위치에 있음을 깨닫기 시작했다. 광둥은 해적의 만연을 종식시키기 위해 그들의 은퇴를 대가로 그들의 권력을 합법화할 준비가 되어 있었다.
다른 관점은 1809년 말부터 정 이 사오와 해적 연합에게 상황이 불리하게 돌아가고 있었다는 것이다. 검은 깃발 함대의 지도자 궈 포다이는 퉁충만 전투에서 정 이 사오와 장 바오를 증원하는 것을 거부했고, 나중에 호문 근처에서 장 바오와 공개적으로 싸웠다. 1810년 1월 13일, 궈 포다이는 공식적으로 양광총독 바이 링에게 항복했고, 부위관(把總) 직위를 보상으로 받았다.
포르투갈과 영국은 공식적으로 전장에 합류했다. 1809년 9월 15일, 영국 선박 머큐리는 주강의 내부 수로를 순찰하는 60척의 지방 전함에 합류하기로 합의했다. 11월 23일, 포르투갈은 바이 링과 호문과 마카오 사이를 6개월 동안 순찰하기 위해 포르투갈 함선 6척이 중국 지방 함대에 합류할 것을 요구하는 협정에 서명했다.
바이 링의 민병대 훈련 및 금수 정책은 해적들의 보급선을 차단하는 데 상당한 성공을 거두었다. 정 이 사오, 장 바오, 궈 포다이와 같은 몇몇 카리스마 있는 지도자들에 의해 유지되던 해적 연합의 조직적 한계와 함께 이 모든 이유들이 결합되어 정 이 사오가 1810년 초에 당국에 항복하는 것을 고려하게 되었다.
마카오의 판사 미겔 주제 데 아리아가를 중재자로 하여, 정 이 사오, 장 바오, 바이 링은 1810년 2월 21일 장 바오의 기함에서 공식적으로 만났다. 협상은 바이 링이 정 이 사오와 장 바오의 소금 무역에 참여하고 광둥 서부의 해적 퇴치 캠페인에 합류하기 위해 부하 5,000명과 함선 80척을 유지하겠다는 요구를 거부하자 빠르게 결렬되었다. 그날 저녁, 10척의 영국 동인도 회사 선박이 해적 함대를 지나가자 장 바오는 중-유럽의 함정이라고 의심하여 빠르게 퇴각했다.
4월 17일, 정 이 사오는 교착 상태를 깨기 위해 17명의 여성과 아이들로 구성된 대표단을 직접 광저우의 관아로 이끌고 바이 링과 협상했으며, 바이 링은 그녀의 요구에 굴복했다. 1810년 4월 20일, 정 이 사오와 장 바오는 푸롱사(芙蓉沙, 현재의 구자이만古仔湾 근처) 근처에서 바이 링에게 공식적으로 항복했으며, 해적 17,318명, 함선 226척, 대포 1,315문, 기타 무기 2,798개를 넘겼다. 정 이 사오는 자신의 개인 지휘 아래 24척의 함선과 1,433명의 해적과 함께 항복했다. 장 바오는 천총(千總)의 계급을 받았고, 20척에서 30척의 개인 함대를 유지할 수 있도록 허락받았다. 정 이 사오 역시 장 바오와 공식적으로 결혼할 수 있는 허락을 받았다. 정 이 사오와 그녀의 선원들은 사면되었고, 사람들은 돼지고기, 술, 돈을 받았다. 사면과 함께 정 이 사오는 광둥에 땅을 부여받았고, 그곳에서 그녀는 매우 성공적인 도박장을 소유하고 운영했다.

## 해적 활동 이후의 삶과 죽음
항복 후, 장 바오는 레이저우반도 근처에서 우 스얼(烏石二) 휘하의 푸른 깃발 함대를 격파하여 더욱 명성을 떨쳤다. 장 바오는 정 이 사오를 동반하여 나중에 푸젠성 민안으로 전근되었고, 그곳에서 정 이 사오는 1813년에 아들 장 위린(張玉麟)을 낳았다. 어느 시점에 정 이 사오 역시 딸을 낳았지만, 시기와 이름은 알려져 있지 않다.
1822년, 장 바오는 39세의 나이로 펑후 근처에서 펑후 수비대를 책임지는 부총병(副將)으로 복무 중 사망했다. 1824년, 정 이 사오는 장 위린과 함께 광둥으로 돌아왔다. 1840년, 난하이에 거주하면서 정 이 사오는 정부 관리 우 야오난(伍耀南)을 상대로, 장 바오가 1810년에 부동산 구입을 위해 그에게 넘겨주었던 은 28,000 냥을 횡령했다는 혐의로 고소했다. 당시 양광총독이던 임칙서는 도광제에게 소송을 기각할 것을 청원했고, 황제는 이를 승인했다.
1844년, 정 이 사오는 68세 또는 69세의 나이로 사망했으며, 두 번째 남편 사망 후 광둥 어딘가에서 악명 높은 도박장의 소유주로서 비교적 평화로운 삶을 살았다.

## 유산
장 바오가 붉은 깃발 함대의 해적들을 위해 제정한 세 가지 규율은 종종 정 이 사오에게 잘못 귀속되기도 한다. 그 규율은 다음과 같다:
1. 해적이라면 누구든 몰래 상륙하면 잡혀서 귀를 훼손당하고, 함대 주위를 돌며 공개 처형될 것이다.
2. 훔치거나 약탈한 물건 중에서 단 한 조각도 몰래 가져서는 안 되며, 모든 것을 등록해야 한다. 해적은 10분의 2만 자신을 위해 받고, 8분의 8은 공동 자금이라고 불리는 창고에 속한다. 이 공동 자금에서 무엇이든 훔치는 자는 처형될 것이다.
3. 마을에서 붙잡은 여성은 해치거나 괴롭히지 말라. 모든 여성 포로는 등록하고, 출신지를 기록하며, 분리된 숙소에 머물게 할 것이다. 여성 포로를 강간하거나 간통을 저지르는 자는 처형될 것이다.

이 세 가지 규율과 그 규율의 저자가 장 바오라는 사실은 청나라 관리 위안 융룬(袁永綸)이 직접 목격한 증언을 바탕으로 쓴 해적 연합에 대한 기록인 징하이 펀 지(靖海氛記)에 기록되어 있다. 이 규율이 정 이 사오에게 잘못 귀속된 것은 아마도 1932년에 처음 출판된 필립 고세의 『해적의 역사』에서 비롯된 것으로 보이며, 그는 정 이 사오가 "이전 유럽 해적들이 지켰던 것과 다소 유사한 규칙을 선원들을 위해 제정했다"고 언급했다.
고세는 정 이 사오의 이야기를 1831년에 출판된 찰스 F. 노이만의 『1807년부터 1810년까지 중국 해역을 침범했던 해적들의 역사』의 징하이 펀 지 번역본을 기반으로 했다고 주장했지만, 이 번역본 자체에도 수많은 번역 오류가 포함되어 있다. 고세는 정 이 사오의 선정적인 이야기에 주로 관심이 있었던 것으로 생각되는데, 그는 『해적의 역사』에서 "1830년 광둥에서 출판된 원본 (징하이 펀 지)은 주로 한 해적, 즉 여성의 위업에 초점을 맞추고 있다"고 주장했으나, 사실 징하이 펀 지에는 정 이 사오(25회)보다 장 바오(88회)에 대한 언급이 훨씬 더 많다.
규율이 잘못 귀속되었다는 사실은 확인되었지만, 다른 자료에는 정 이 사오가 발행했을 수도 있는 추가 규율이 아래에 정리되어 있다.
- 독단적으로 명령을 내리거나 상관의 명령에 불복종하는 자는 즉시 참수된다.
- 공동 재산이나 공적 자금을 횡령하거나 해적에게 물품을 공급한 마을 주민에게서 훔치는 행위는 사형에 처한다.
- 해적은 검사 전에 어떤 물품도 소지할 수 없다.
- 물품은 등록되어야 하며 함대 지도자가 분배해야 한다.
- 약탈품의 20%는 원래 약탈자에게 반환하고, 나머지는 공동 금고나 창고에 보관한다.
- 통화는 비행대장에게 넘겨지고, 일부는 함대로, 일부는 약탈자에게 다시 돌아간다.

필립 고세의 『해적의 역사』를 바탕으로 한 정 이 사오의 반가상적인 이야기는 호르헤 루이스 보르헤스의 단편 소설 『칭 부인, 해적 여왕』(악명 높은 세계사 (1935)의 일부)에 등장하며, 그녀는 "황해에서 안남 해안의 강에 이르기까지 아시아 해역에서 활동했던 해적 여왕"으로 묘사되며, 황실 군대에 항복한 후 사면을 받고 남은 생을 아편 밀수업자로 살 수 있도록 허락받는다. 이 이야기에서 보르헤스는 해적 규율이 정 이 사오에 의해 제정되었다는 잘못된 주장을 반복했다.
2020년, 앙겔라 아이터는 오스트리아 임스트에서 마담 칭(정 이 사오의 이름을 따서 명명) 등산로를 처음으로 완등했다.

### 예술, 엔터테인먼트, 미디어

#### 영화
- 스크린 뒤에서 노래하기 (2003), 에르만노 올미 감독, 호르헤 루이스 보르헤스의 단편 소설 '칭 부인, 해적 여왕'을 느슨하게 기반으로 했다.[62]
- 캐리비안의 해적: 세상의 끝에서 (2007), 고어 버빈스키 감독, 다카요 피셔가 연기한 칭 부인(Mistress Ching)이라는 캐릭터는 정 이 사오를 느슨하게 기반으로 한다.
- 마담 해적: 전설이 되다 (2021), 황단치(Dan Chi Huang)와 모건 옴머(Morgan Ommer) 감독, 정 이 사오의 권력 상승을 각색한 허구적 이야기. 가상 현실 시뮬레이션으로 촬영된 실사 장면도 포함되어 있다. 야오이티(Yi Ti Yao), 황샹호(Shang-Ho Huang), 쿵링위안(Ling Yuan Kung), 허하오샹(Hao-Hsiang Hsu) 출연. 세렌디피티 필름(Serendipity Films) 제작.[63]

#### 문학
- 래리 페인(Larry Feign)의 『플라워 보트 걸(The Flower Boat Girl)』(2021)은 작가의 역사 연구를 바탕으로 정 이 사오의 삶을 각색한 소설이다.[64][65]
- 에드워드 애쉬튼(Edward Ashton)의 공상 과학 소설 『미키7』(2022)은 첫 번째 성간 인간 식민지 임무가 칭 스(Ching Shih)라는 이름의 우주선에서 출발했음을 언급한다. 이 소설의 영화화는 봉준호 감독의 다음 프로젝트로 보도되었다.[66]
- 대만계 미국인 작가 리타 창-에피그(Rita Chang-Eppig)는 데뷔 소설 『하늘처럼 깊고 바다처럼 붉은(Deep as the Sky, Red as the Sea)』(2023)에서 정 이 사오를 대만에서 불리는 이름인 섹 영(Shek Yeung)으로 언급하며 그녀의 허구화된 전기를 출간했다.[67][68]

#### 텔레비전
- 홍콩 텔레비전 드라마 장보지 (2015)에서 샤오메이치는 정 이 사오를 기반으로 한 석교(石嬌) 역을 연기한다.
- 정 이 사오는 크리스털 유가 2022년 닥터 후 스페셜 "바다 악마의 전설"에서 연기한다.[69]
- 맥스 시리즈 우리의 깃발은 곧 죽음 시즌 2에서 정 이 사오는 루이보 첸이 연기한다.

#### 비디오 게임
- 2024년 VR 게임 더 파이럿 퀸은 플레이어가 배에서 청 스(Cheng Shih)의 역할을 맡는 VR 경험을 제공하며, 루시 류가 게임의 성우를 맡았다.[70]

#### 뮤지컬
- 뮤지컬 아시아 해적 뮤지컬은 해적 여왕을 다룬 다양한 노래가 특징인 그녀의 버전을 담고 있다. 뮤지컬 앨범은 올해 발매될 예정이다.[71]

## 같이 보기
- 남중국 해적